# Bäckerei Hinkel

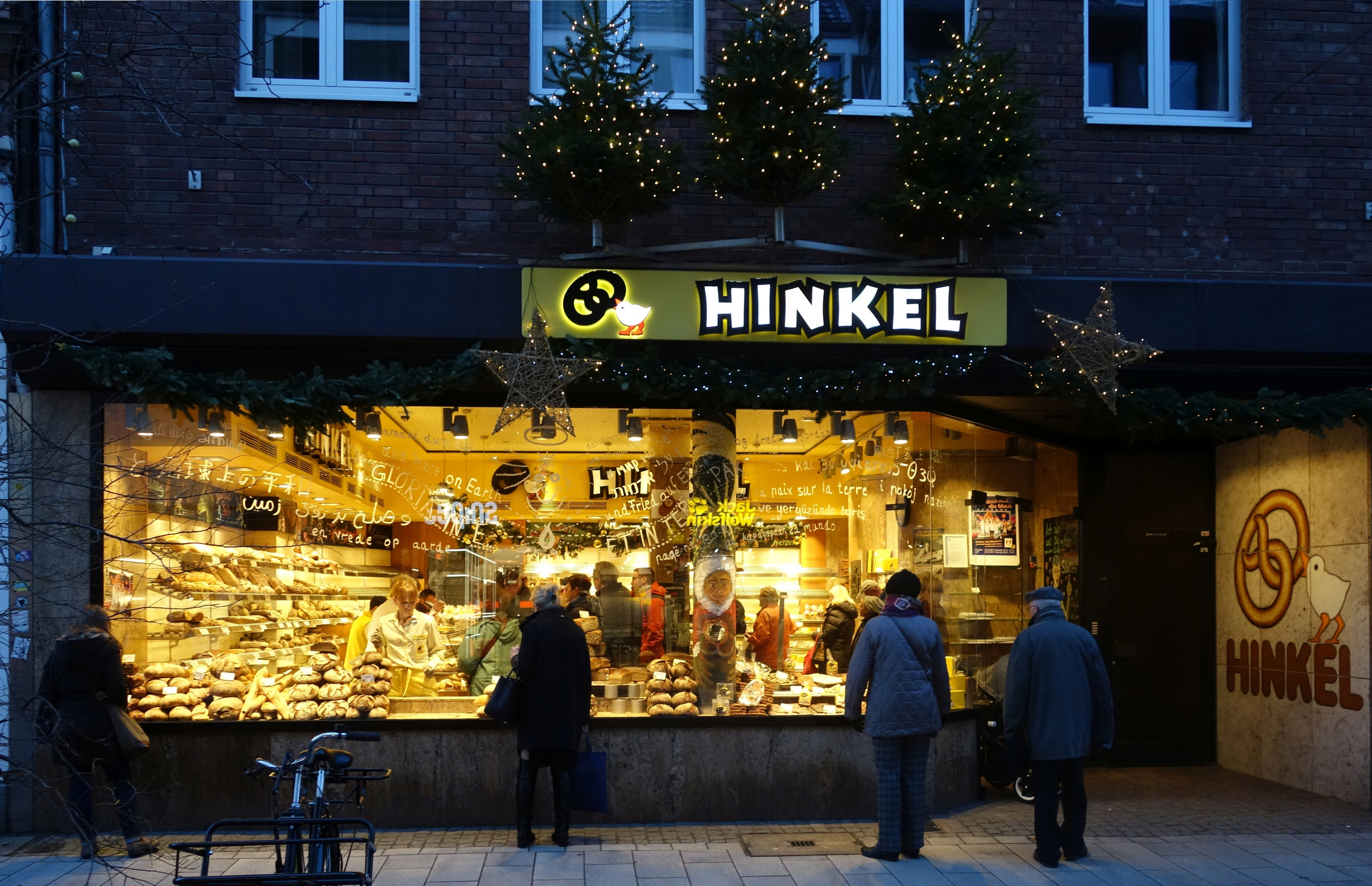
Filiale Mittelstraße 25

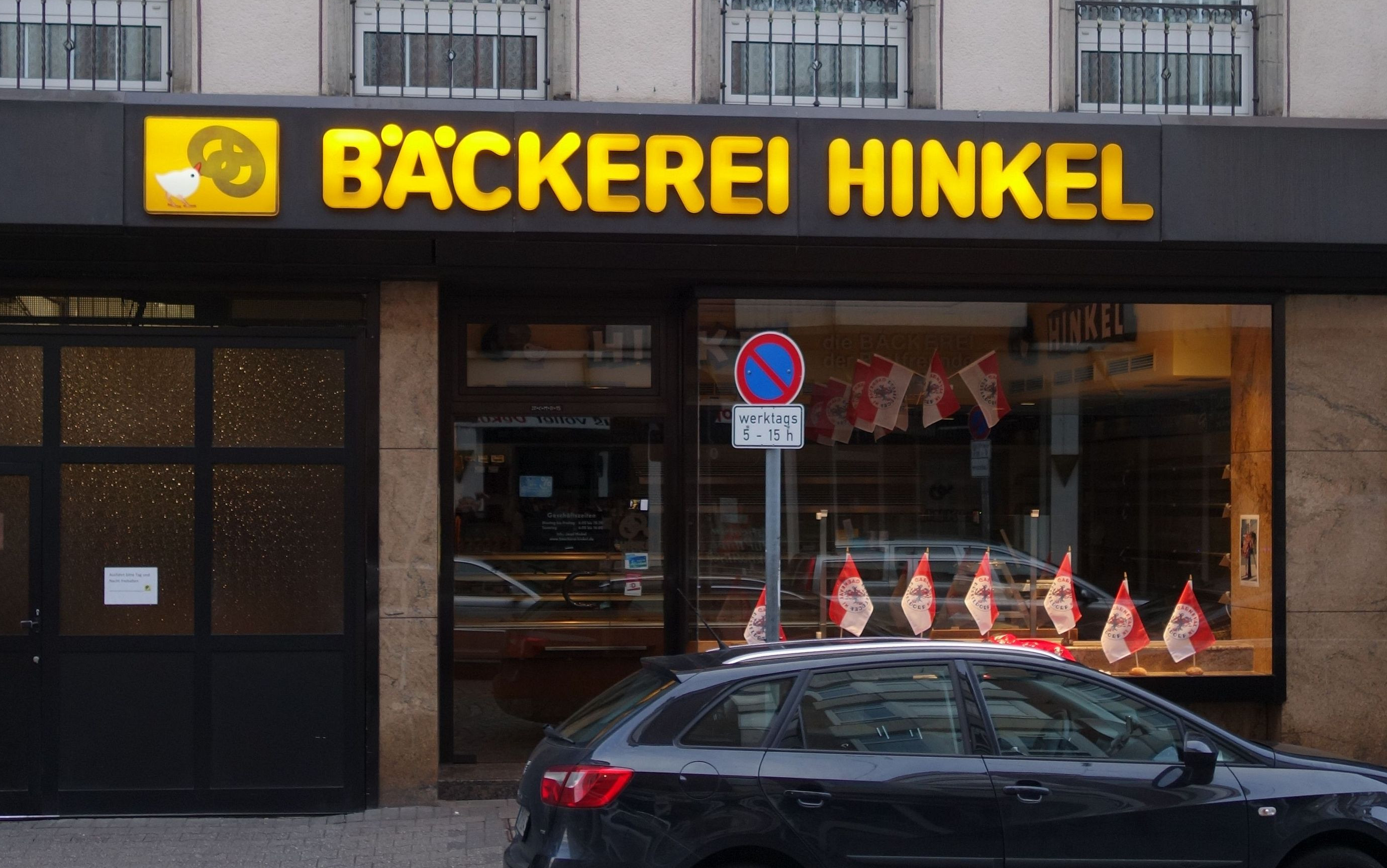
Filiale Hohe Straße 31

Bäckerei Hinkel ist eine 1891 gegründete Düsseldorfer Bäckerei. Der in Medien und Reiseführern vielfach als Traditions- bzw. Kult-Bäckerei genannte Familienbetrieb ist spezialisiert auf die Herstellung von deutschem Brot sowie von verschiedenen Arten von Pasteten, Kuchen und Brötchen.

## Geschichte
Jean Hinkel und seine Frau Katharina, geborene Dresia, gründeten 1891 die Bäckerei Hinkel in Düsseldorf. Jean Hinkel stammte ursprünglich von der Ahr. Er erhielt für sein Gebäck seit 1895 immer wieder Goldmedaillen verliehen. Die erste Bäckerei befand sich in der Grünstraße nahe der Königsallee. Aufgrund der Vergrößerung seiner Familie zog diese mit ihrem Betrieb in den Stadtteil Bilk. Jean Hinkel nahm auch 1902 an der Industrie- und Gewerbeausstellung in Düsseldorf teil.
Sohn Johannes Hinkel war mit seiner Frau Amanda 1928 zur Aachener Straße gezogen und schließlich 1936 an den Burgplatz 9–10 in der Altstadt, wo der Sohn Karl Josef und seine Frau Hedwig seit 1936 den Betrieb fortführten. Während des Zweiten Weltkriegs zog das Geschäft in die Mittelstraße 25, in der man eine Notbäckerei zur Ernährung der Bevölkerung einrichtete.
1956 übernahm Karl Josef Hinkel (1932–2012) das Geschäft und bezeichnete es als „Bäckerei der Brotfreunde“. Von ihm stammt die Idee eines Wassermischgeräts für Nachtbäcker, auch entwarf er das Küken mit Brezel im Schnabel, das noch heute als Markenzeichen das Logo der Bäckerei Josef Hinkel ziert. Anfang der 1990er Jahre wurde die „Bäckerei der Brotfreunde“ in internationalen Reiseführern aufgenommen.

### Bäckerei Josef Hinkel

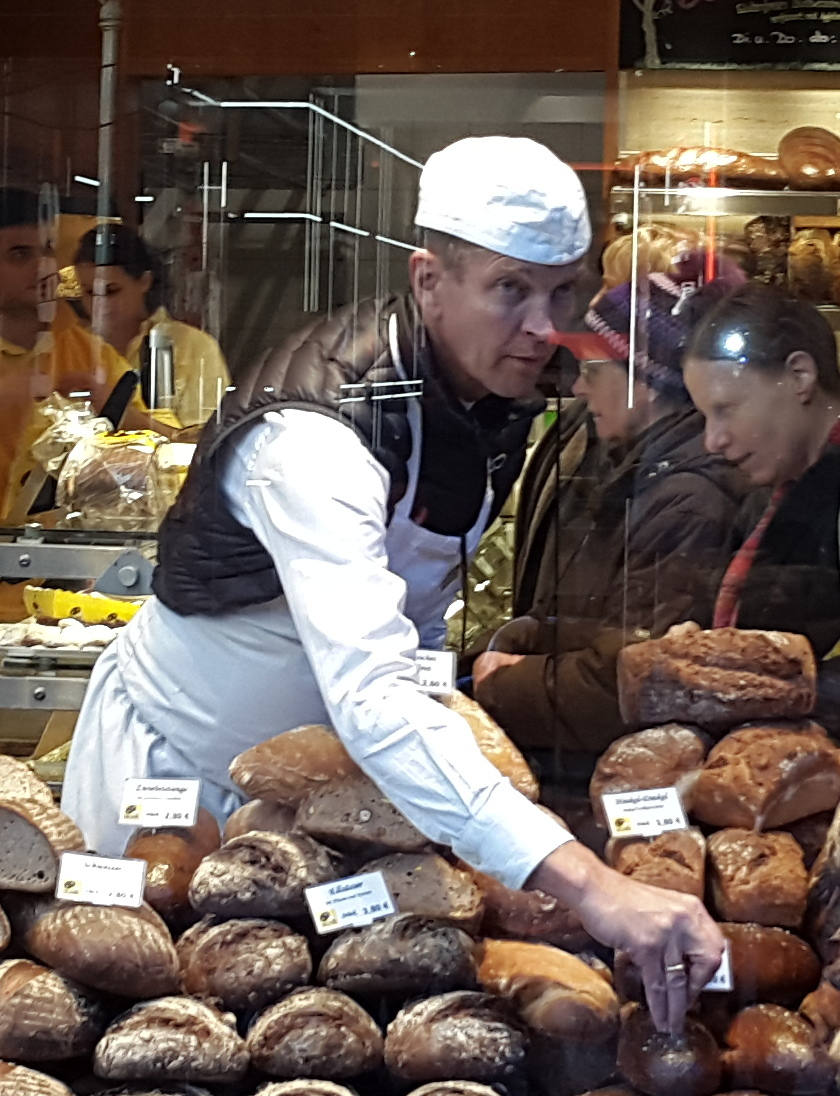
Josef Hinkel hinter der Schaufensterauslage

Seit 1988 führt Karl Josef Hinkels Sohn Josef Hinkel (* 1959), der Urenkel des Gründers und Obermeister der Düsseldorfer Bäckerinnung, die Hinkel Bäckerei mit zwei Geschäften in der Düsseldorfer Innenstadt – das zweite Geschäft befindet sich in der Hohe Straße 31. Ebenfalls im Familienbetrieb arbeiten auch seine Brüder Raymund (* 1956) und Jürgen Hinkel als Bäckermeister.
Josef Hinkel half bereits als Kind in der Backstube des Betriebs mit. Er absolvierte neben der Bäckerausbildung auch eine Ausbildung zum Betriebswirt. Seine Gesellenjahren verbrachte er in Kiel, Garmisch und Aachen, und legte seine Meisterprüfung in Hannover ab. Er baute den Betrieb grundlegend um und wurde mehrfach ausgezeichnet. Bernd Kütscher, Direktor der Akademie Deutsches Bäckerhandwerk Weinheim, bezeichnete das Geschäftskonzept Josef Hinkels als Blaupause für den Erfolg. Seit seiner Geschäftsübernahme verfünffachte er den Umsatz der Bäckerei. Josef Hinkel war Düsseldorfer Karnevalsprinz in der Session 2008. 2014 nahm die Bäckerei Josef Hinkel an der ZDF-Spielshow Deutschlands beste Bäcker teil. 2015 veröffentlichte Hinkel im Droste Verlag Das große Hinkel-Brotbackbuch.
Die Brotbäckerei Hinkel bietet keine Konditorwaren an, sondern ist vor allem auf das Brotbackgeschäft spezialisiert. Angeboten werden rund 70 Brotsorten, alles in Handarbeit hergestellt. Beschäftigt sind im Betrieb rund 100 Mitarbeiter, davon rund 30 Bäcker. Noch heute werden im Familienbetrieb Printen nach dem überlieferten Rezept des Gründers Jean Hinkel angeboten.

### Bäckerei Michael Hinkel

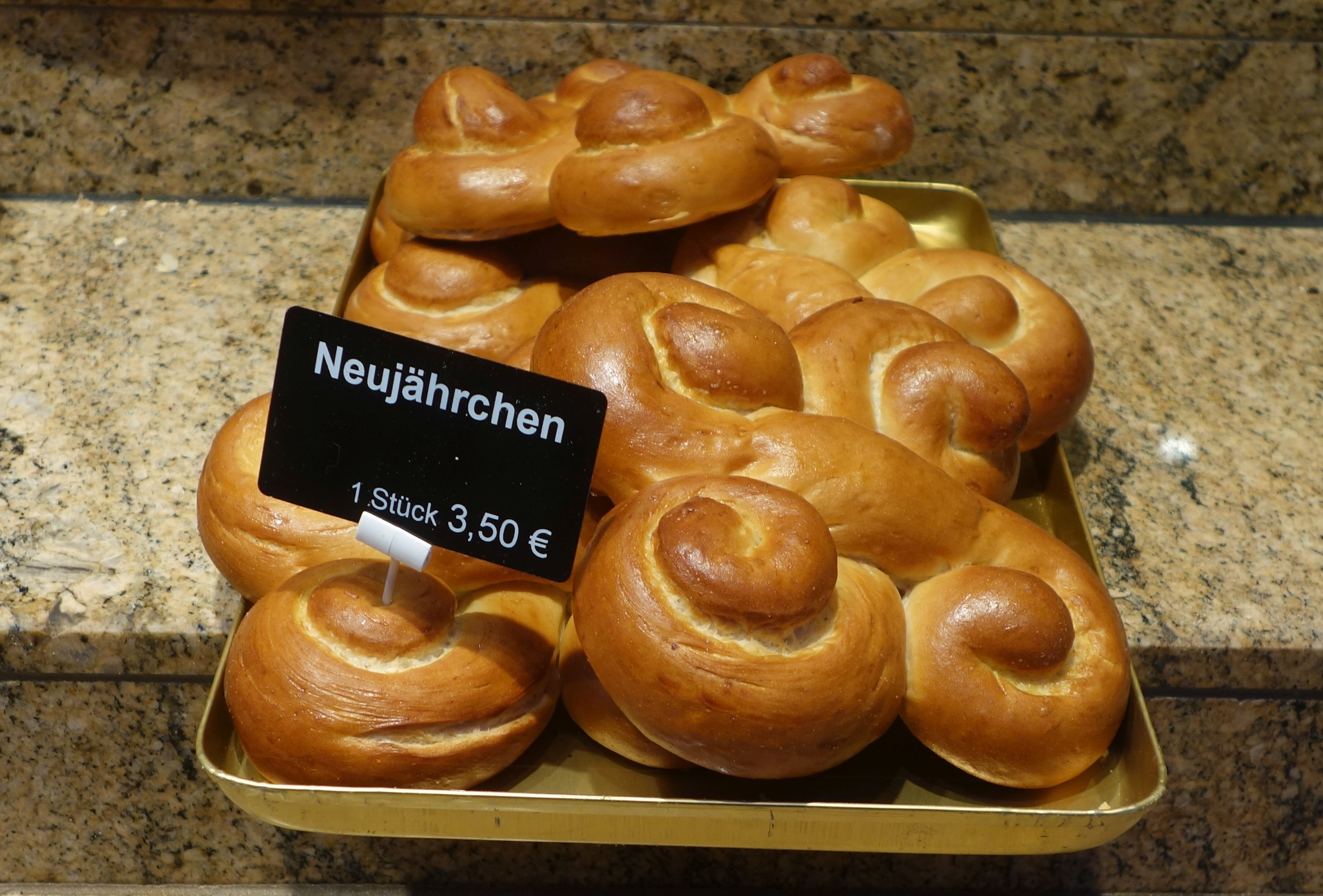
„Neujährchen“ (Dezember 2024)

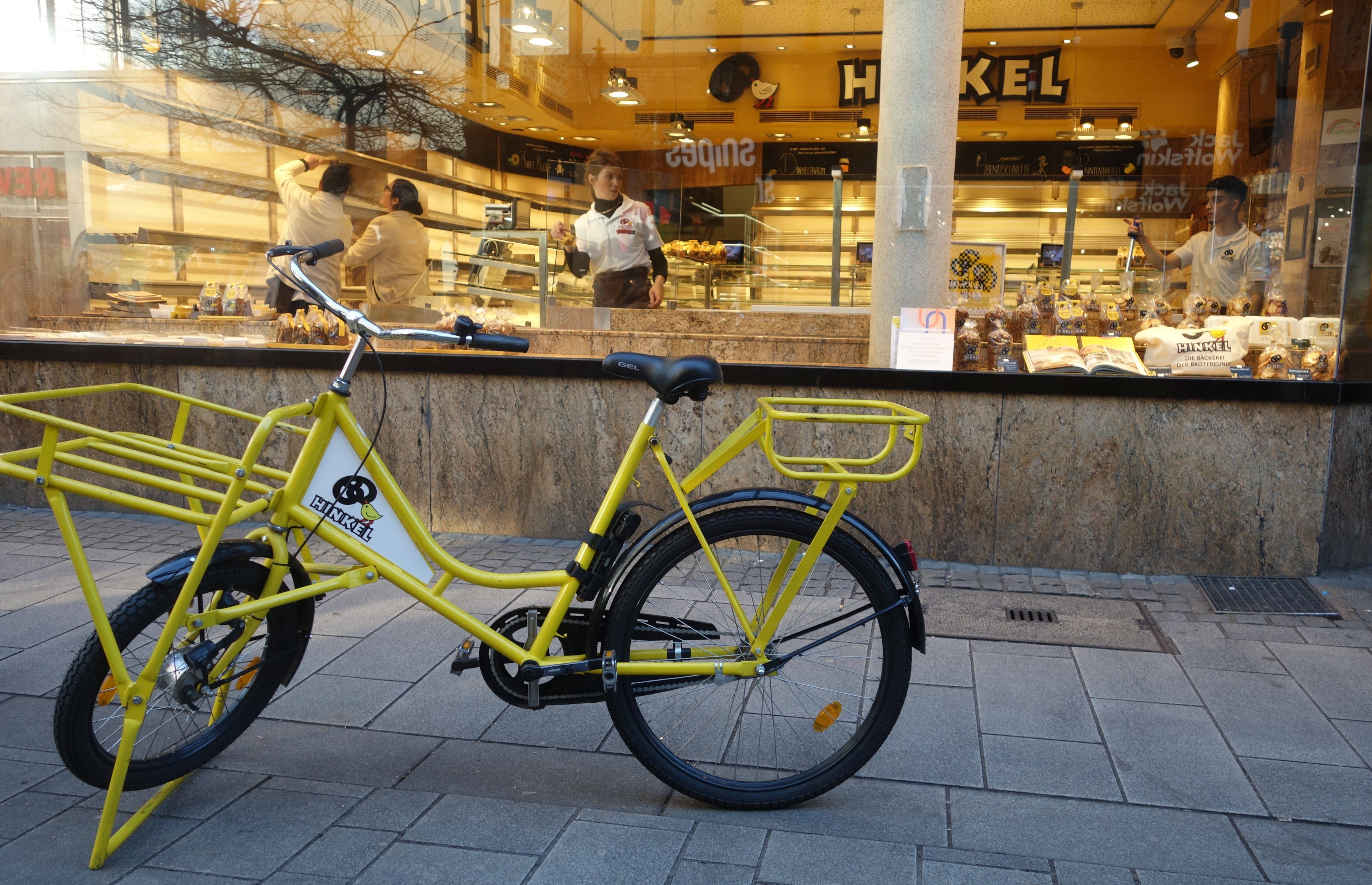
Firmen-Lieferfahrrad

Das von Johannes Hinkel Am Burgplatz 9 eröffnete Geschäft und zwei weitere Filialen in Düsseldorf, eine in der Glockenstraße 31 und eine Am Wehrhahn 42, wurden 22 Jahre von Michael Hinkel, einem Cousin der Brüder Raymund, Josef und Jürgen Hinkel, und dessen Frau Petra Hinkel geführt.
Wie auch die Bäckerei von Josef Hinkel wurde auch sein Betrieb schon mehrfach in die Bestenliste des Gastroführers Der Feinschmecker gewählt. Als die Zeitschrift 2004 zum ersten Mal die besten Bäcker in den Bundesländern kürte, wurde er zum besten Bäcker Nordrhein-Westfalens gewählt. Alle drei bestehenden Filialen von Michael Hinkel wurden zum Jahresende 2018 geschlossen. Als Gründe wurden ein Umsatzrückgang und die angegriffene Gesundheit des Inhabers angegeben.

## Belege
1. ↑  Heinz Kowalski: Porträt: Der Bäcker der Herzen. (Memento vom 13. September 2016 im Internet Archive) vigo praxis aktuell 2, 2011, S. 28–29.
2. 1 2  Liske Jaax: Bäckerei Hinkel. Was Sie von Düsseldorfs bekanntestem Bäcker lernen können. (Memento vom 15. Juli 2018 im Internet Archive) Impulse, 16. Januar 2016.
3. ↑  Sabine Kricke: Düsseldorfer Bäckerei Hinkel verkauft „Kiffer-Kruste“. In: RP Online. Archiviert vom Original am 15. Juli 2018; abgerufen am 15. Juli 2018.
4. ↑  TV-Produktion: Bäcker backen für die Maus-Show. In: Backwelt. Archiviert vom Original am 15. Juli 2018; abgerufen am 15. Juli 2018.
5. ↑  In diesen Düsseldorfer Bäckereien wird selbst gebacken. In: www.tonight.de. (tonight.de [abgerufen am 15. Juli 2018]). In diesen Düsseldorfer Bäckereien wird selbst gebacken (Memento vom 15. Juli 2018 im Internet Archive)
6. ↑  Maria Rigoutsou: Award-winning Stavros Evangelou’s Smyrnaean bread proves a hit in Dusseldorf. In: ekathimerini. (englisch, ekathimerini.com [abgerufen am 15. Juli 2018]). Award-winning Stavros Evangelou’s Smyrnaean bread proves a hit in Dusseldorf (Memento vom 15. Juli 2018 im Internet Archive)
7. ↑  Industrie- und Gewerbe-Ausstellung Düsseldorf 1902. Amtlicher Katalog. Druck von L. Schwann, Düsseldorf 1902, S. 291.
8. ↑  tber: Düsseldorf-Datum - Neuer Ort für eine Bäckerei mit langer Tradition. In: Rheinische Post, 4. Februar 2022, S. C2.
9. ↑  Familie Hinkel: Traueranzeige Karl Josef Hinkel. Rheinische Post, 29. Februar 2012, abgerufen am 18. März 2022.
10. ↑  Hinkel bewegt Brotfreunde. (PDF) In: Jahresbericht 2017. Stadtsparkasse Düsseldorf, S. 25, abgerufen am 18. März 2022.
11. ↑  Das Prinzenpaar der Landeshauptstadt Düsseldorf. Prinz Josef I. und Venetia Barbara. 2007/2008. (Memento vom 16. Dezember 2017 im Internet Archive) Prinzengarde Düsseldorf.
12. 1 2 3  Christina Petrick-Löhr: Backen wie der Großvater. Die Welt, 13. Juni 2013.
13. ↑  Inge Hufschlag (Christian Kirchner): „Die andere Altstadt“. Mopsfideles Einkaufsvergnügen. Handelsblatt, 26. September 2003.
14. ↑  Jochen Schuster: NRW-SPECIAL: „Ich frage Kunden nach Rezepten“. (Memento vom 15. Juli 2018 im Internet Archive)， Focus Magazin Nr. 50 (2016), 10. Dezember 2016.
15. ↑  Sehr sehr lecker: Backen mit Josef Hinkel. Archiviert vom Original (nicht mehr online verfügbar) am 15. Juli 2018; abgerufen am 4. August 2017.  Info: Der Archivlink wurde automatisch eingesetzt und noch nicht geprüft. Bitte prüfe Original- und Archivlink gemäß Anleitung und entferne dann diesen Hinweis. Lokalzeit, WDR, 4. August 2017; Aufzeichnung in der ARD Mediathek.
16. ↑  Der Traditionspreis. 10. Unternehmerpreis der Stadtsparkasse Düsseldorf. Vergeben an die Bäckerei Josef Hinkel, die Bäckerei der Brotfreunde. (Memento vom 15. Juli 2018 im Internet Archive) Bäckerei Hinkel, 9. März 2017.
17. ↑  Der Brotschafter. (Memento vom 15. Juli 2018 im Internet Archive) Mercedes-Benz – Das Magazin, 26. Dezember 2017.
18. ↑  www.lokalkompass.de, Norbert Opfermann: Karnevalsprinz und Bäckermeister: Josef Hinkel. 15. September 2010. Abgerufen am 21. Oktober 2020.
19. ↑  Deutschlands bester Bäcker. In: fernsehserien.de. Archiviert vom Original am 18. Juli 2018; abgerufen am 18. Juli 2018.
20. ↑  Josef Hinkel: Das große Hinkel-Brotbackbuch. Die Originalrezepte. Droste Verlag, Düsseldorf 2015. ISBN 978-3-770-01541-2
21. ↑  Jubiläum. Düsseldorfs Kult-Bäckerei wird 125 Jahre alt. (Memento vom 15. Juli 2018 im Internet Archive) Neue Ruhr Zeitung, 30. März 2016.
22. ↑  Eine Bäckerdynastie wird 125. (Memento vom 15. Juli 2018 im Internet Archive) RP online, 30. März 2016.
23. ↑  Düsseldorfer Bäcker unter den besten Deutschlands (1 von 8). (Memento vom 15. Juli 2018 im Internet Archive)  RP online.
24. ↑  Düsseldorfer Bäcker unter den besten Deutschlands (5 von 8). (Memento vom 15. Juli 2018 im Internet Archive) RP online.
25. ↑  Laura Ihme: Ranking im „Feinschmecker“: Fünf Düsseldorfer Bäcker auf der Bestenliste. (Memento vom 15. Juli 2018 im Internet Archive) RP online, 16. Dezember 2016.
26. ↑  Nordrhein-Westfalen: Michael Hinkel, Düsseldorf. In: Der Feinschmecker stellt die 500 besten Bäcker Deutschlands vor. (Memento vom 15. Juli 2018 im Internet Archive) Pressemitteilung des Jahreszeiten Verlags, 12. Oktober 2004.
27. ↑  gl: Traditionsbäckerei Hinkel schließt zum Jahresende (Memento vom 19. April 2019 im Internet Archive). Duesseldorf-wirtschaft.de, 22. November 2018. Zuletzt abgerufen am 21. Januar 2019.